# Поповень
Поповень, Поповені (рум. Popoveni) — село у повіті Долж в Румунії. Адміністративно підпорядковане місту Крайова.
Село розташоване на відстані 184 км на захід від Бухареста, 4 км на південний захід від Крайови.

## Населення
За даними перепису населення 2002 року у селі проживали 863 особи, усі — румуни. Усі жителі села рідною мовою назвали румунську.